# Imma Be
"Imma Be" là bài hát của ban nhạc hip-hop Mỹ The Black Eyed Peas từ album phòng thu thứ năm The E.N.D.